# Abraham Bolwidt

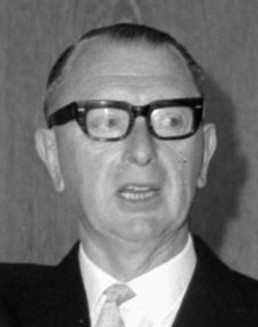
Abraham Bolwidt (1968)

Abraham Bolwidt (Amsterdam, 2 november 1914 – Apeldoorn, 13 mei 1994) was een Nederlands politicus van de PvdA.
Hij was ambtenaar ter secretarie in onder andere Haarlemmermeer voor hij in 1946 gemeentesecretaris van Oostvoorne werd. In 1968 volgde zijn benoeming tot burgemeester van die gemeente als opvolger van zijn partijgenoot Wim Sprenger die burgemeester van Texel was geworden. Bij de gemeentelijke herindeling op 1 januari 1980 op Voorne-Putten fuseerden de gemeenten Oostvoorne en Rockanje tot Westvoorne. In december 1979 ging hij met pensioen en daarmee was hij de laatste burgemeester van Oostvoorne. Op het Dorpsplein werd voor hem een monument opgericht. In 1994 overleed Bolwidt op 79-jarige leeftijd. In Oostvoorne is naar hem de Burgemeester Bolwidtweg vernoemd.